# Кондитерская крошка

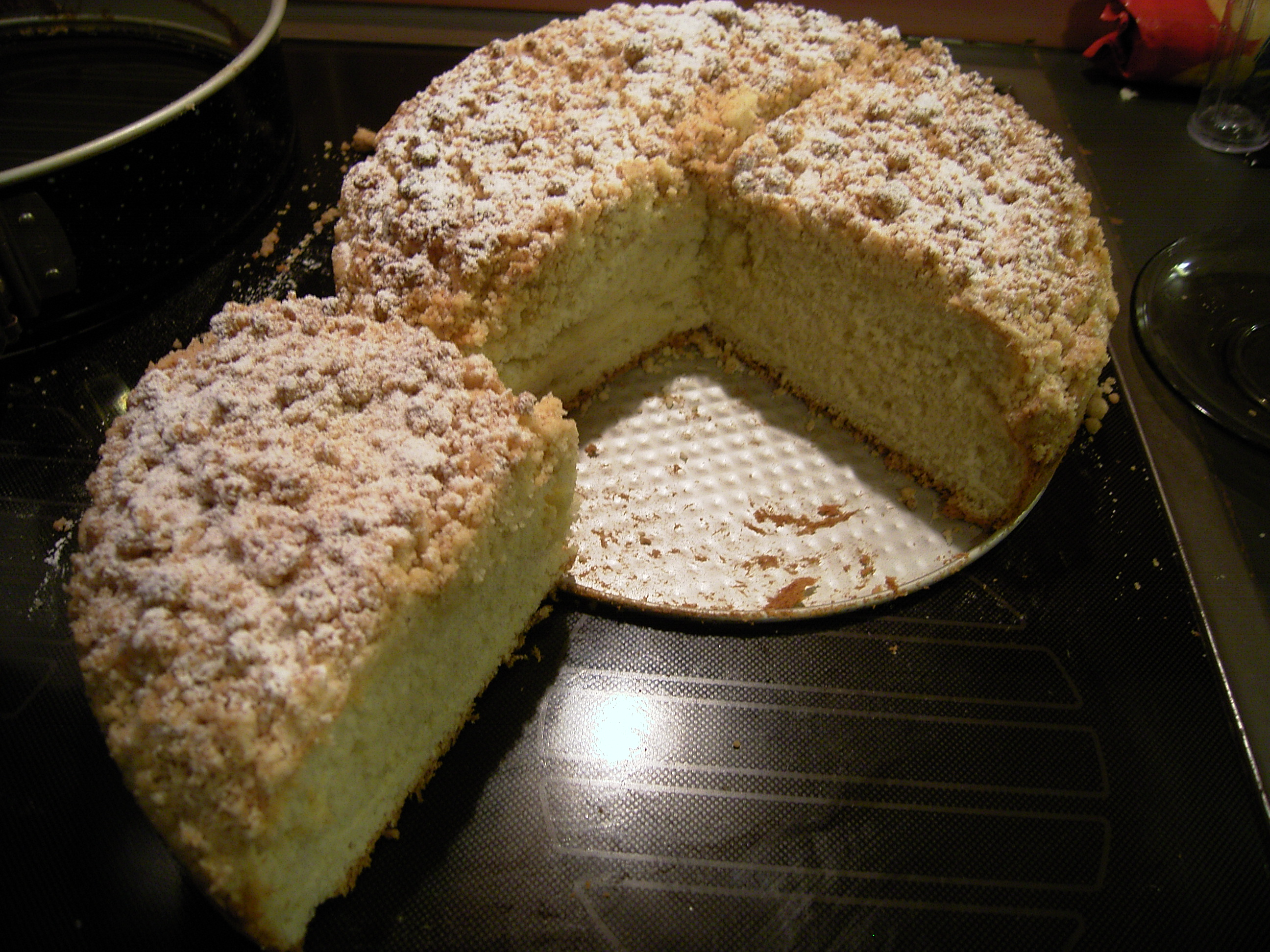
Немецкий пирог из дрожжевого теста с посыпкой (штройзелькухен)

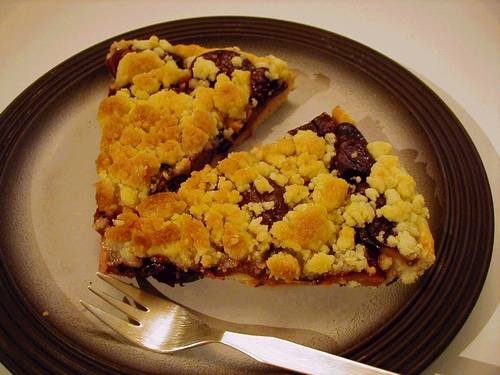
Немецкий сливовый пирог с кондитерской крошкой

Кондитерская крошка (мучная крошка, сдобная крошка, мучная посыпка, яичная посыпка, штрейзельная крошка, штрейзель, штрезель, штройзель, нем. Streusel, от streuen — посыпать крошками) — украшение на хлебобулочных и мучных кондитерских изделиях в виде сладких мучнисто-маслянистых крошек крупного размера, которыми их посыпают перед выпечкой. По мнению В. В. Похлёбкина, штройзелями также называются немецкие пирожные из сдобного дрожжевого теста, посыпанные специальной кондитерской крошкой. Тем не менее, в немецком языке для кондитерской крошки есть слово Streusel, а для пирожных —Streuselkuchen.
Штрейзель готовят из смеси муки, сливочного масла, сахара и яичного желтка. Для получения одинакового размера крошек, их протирают через редкое сито. Если крошки образуются плохо, то в смесь добавляют ещё муки, если наоборот — крошки слишком мелкие — то масла или желтка.
Мучная крошка из муки, сахара-песка и сливочного масла или маргарина в пропорции 1:1:0,5 используется в производстве булки «Ярославской» (ГОСТ 27844-88), сдоб «Чайной» и «Выборгской простой» (ГОСТ 24557-89). После округления поверхность ярославской булки смазывают маслом и обваливают в мучной крошке, а сдобы покрывают яичной смазкой и посыпают мучной крошкой.
Кондитерская крошка часто используется в немецкой кухне в открытых фруктовых пирогах. По немецким рецептам помимо сахара, масла и муки в соотношении 1:1:2 в кондитерскую крошку для абрикосового, вишнёвого, сливового, яблочно-творожного и макового пирога входят ванильный сахар, разрыхлитель теста и корица, яичный желток не добавляется. Ингредиенты смешиваются миксером с насадками-крюками: чем дольше перемешивать, тем крупнее крошка.